# ナム・ジュン・パイク

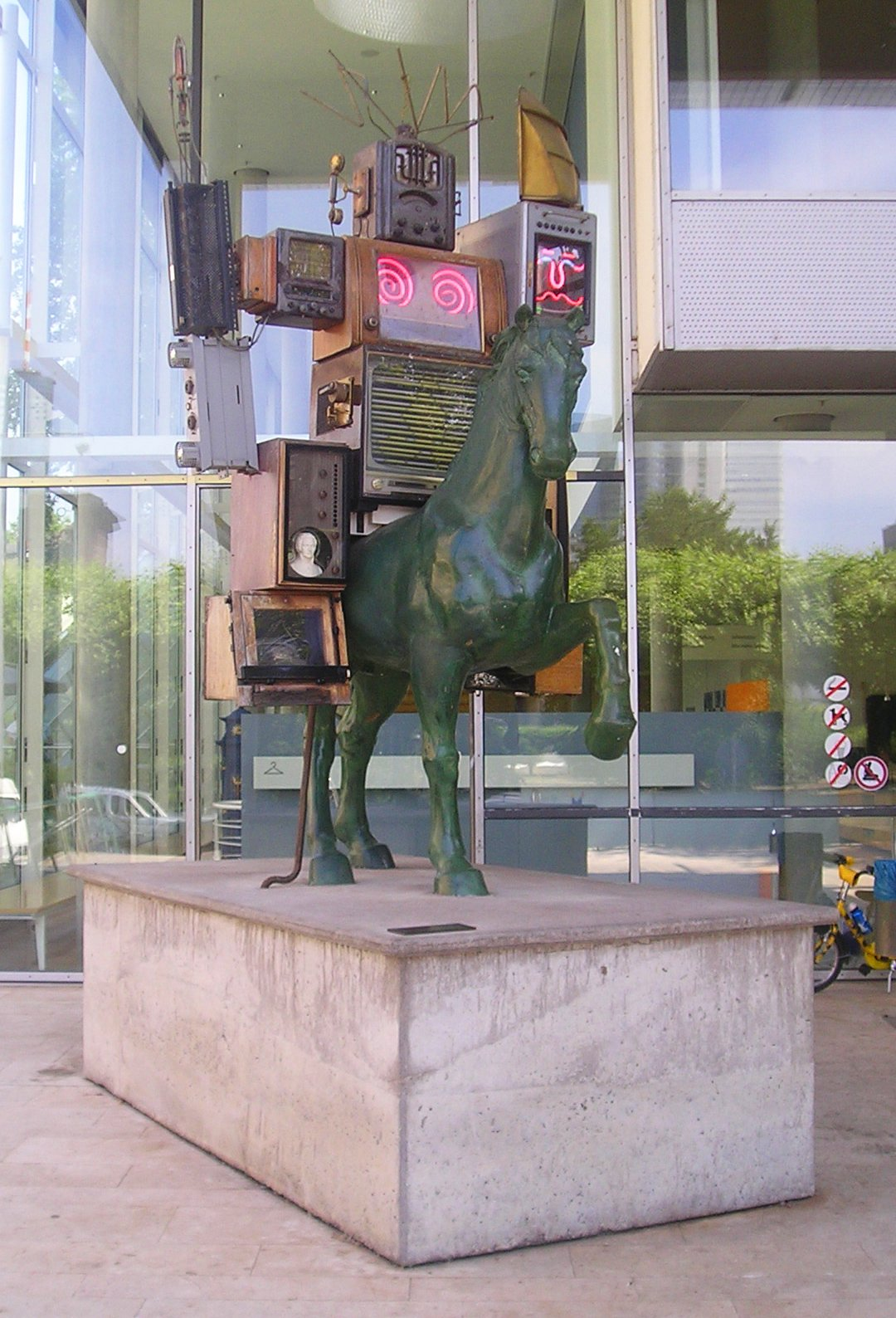
ドイツ・フランクフルトのコミュニケーション美術館にあるテレビ彫刻『Pre-Bell-Man』

ナム・ジュン・パイク（Nam June Paik、漢字表記：白南準、1932年7月20日 - 2006年1月29日）は、韓国生まれのアメリカ合衆国の現代美術家。ビデオ・アートの開拓者であるとともに、その代表的な存在である。
本貫は水原白氏。「白」が苗字で「南準」が名前なので、通常の表記形式では「ペク・ナムジュン」などとなるが、ドイツで活動を始めた時に名乗った名前がナム・ジュン・パイクであり、これが公称として定着している。

## 人物・生涯

### 香港・日本へ移住
1932年7月20日、日本統治時代の京城（現在のソウル）で、繊維業を営む裕福な家庭に生まれる。1949年、朝鮮戦争の戦禍を逃れて一家で香港に移住。翌1950年、日本に移住。1956年、東京大学文学部美学・美術史学科を卒業。在学中から20世紀音楽に興味を持つ。卒業論文は『アーノルト・シェーンベルク研究』。大学の同窓生に山口昌男・宇波彰がいる。

### ドイツ時代
1956年にドイツに渡り、ミュンヘン大学で音楽史を学ぶ。カールハインツ・シュトックハウゼンと出会い、大きな影響を受ける。またフライブルク高等音楽院でヴォルフガング・フォルトナーに作曲を学ぶ。

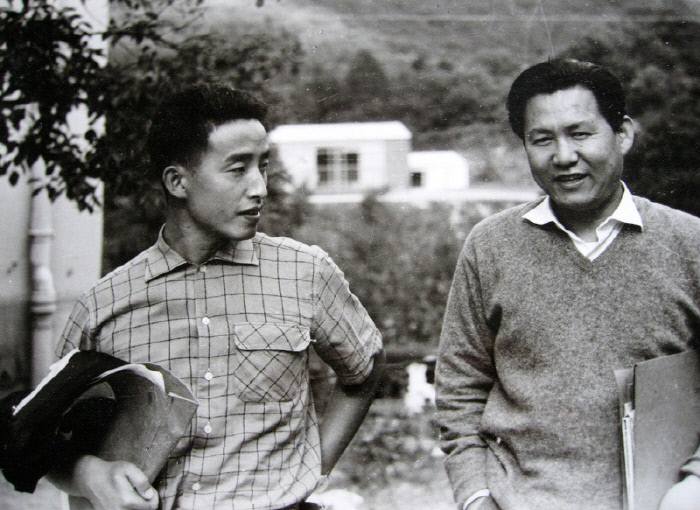
ダルムシュタットにてパイク(左)と尹伊桑(右)1959年

1958年から1963年、ケルンの西部ドイツ放送
(WDR) 電子音楽スタジオに勤務。内科画廊の宮田の紹介でジョン・ケージと知り合い、大きな影響を受ける。1959年、デュッセルドルフのギャラリー22でパフォーマンスアート『ジョン・ケージへのオマージュ』『テープレコーダーとピアノのための音楽』を初演。1960年、ケルンのアトリエ・マリー・バウエルマイスターでパフォーマンス『ピアノフォルテのためのエチュード』を初演。
1961年、ジョージ・マチューナスと知り合い、フルクサスに参加。ヨーゼフ・ボイスら、多くのフルクサス・アーティストと交流する。とくにボイスとの友情は終生のものとなる。
1962年、ケルンを中心に活動した破壊的なハプニング・グループ「デ・コラージュ」に参加。中心人物のヴォルフ・フォステルとともに機関紙を編集・発行。ハプニング『TVデ・コラージュ』はパイクに大きな影響を与えた。
1963年、ヴッパータールのパルナス画廊で、最初の個展『音楽の展覧会-エレクトロニック・テレビジョン』を開催。画像を歪めたり白黒反転させたりした13台のテレビ受像機によるインスタレーションを展示し、世界初のビデオ・アート展と位置づけられる。日本で若い技術者の阿部修也と出会い、彼の協力で動く立体作品「ロボットK-456」を製作し、翌年の『ロボット・オペラ』にて発表。以後、阿部はパイクの最大の技術協力者となる。
あまり知られていないが、パイクは日本初のノイジシャンである。 

### アメリカへ
1964年、アメリカに移住。女性チェリストのシャーロット・モーマンと出会う。ニューヨーク・ジャドソンホールでの『第2回ニューヨーク・アバンギャルド・フェスティバル』で彼女との初共演パフォーマンス『ロボット・オペラ』を初演。以後、彼女はパイクの最大の共演者となる。
1965年、ニューヨークのニュー・スクール・フォー・ソーシャル・リサーチで個展『NJパイク－エレクトロニックTV実験、3台のロボット、2つの禅箱、1つの禅缶』を開催。ニューヨーク・ボニーノ画廊で個展『エレクトロニック展』を開催。発売されたばかりでまだ画質が低く高価だった個人用ビデオテープレコーダをいち早くアートの世界に持ち込み、ビデオ・アート流行の先鞭をつける。
1968年、ニューヨーク・ボニーノ画廊で個展『エレクトロニック・アートII』を開催。
1969年、ニューヨーク・ハワード・ワイズ画廊での展覧会『クリエイティブ・メディアとしてのTV展』で、シャーロット・モーマンとのパフォーマンス『参加するTV』『生きた彫刻のためのTVブラ』を初演。『エレクトロニック・オペラ第一番』(1968 - 1969) を制作。『9/23 ディビッド・アトウッドとの実験』（ボストンのテレビ局、WGBHで放送）を制作。
1970年、4時間の衛星中継番組『ビデオ・コミューン』（WGBHで放送）を制作。『エレクトロニック・オペラ第二番』を制作。
1971年、ニューヨーク・ボニーノ画廊で個展『エレクトロニック・アートIII』を開催。そこで行ったパフォーマンスを元に、ビデオテープ作品『シャーロット・モーマンとパイク／阿部ビデオ・シンセサイザー』を制作。
1973年、『ジョン・ケージに捧げる』『グローバル・グルーヴ』（WGBHで放送、のちビデオテープ作品として再編集）を制作。
1974年、ニューヨーク・ボニーノ画廊で個展『エレクトロニック・アートIV』を開催。
1975年、ニューヨーク・マーサ・ジャクスン画廊で個展『空中の魚 空を飛ぶのはもはやしんどい 魚 さあ飛べ魚よ もう一度』を開催。サンパウロ・ビエンナーレで「アメリカのビデオ・アート」に作品を出品。『組曲二一二』『ナム・ジュン・パイク TV編』を制作。
1976年、ニューヨーク・ボニーノ画廊で個展『空飛ぶ魚』、ルネ・ブロック画廊で個展『月は最古のTV』を開催。ケルン芸術協会で大規模な個展『ナム・ジュン・パイク 一九四六-七六／音楽・フルクサス・ビデオ』を開催。

### 再びドイツへ
1977年、ビデオ・アーティスト久保田成子と結婚。ハンブルク美術大学で教鞭をとる。『ドクメンタ6』に参加し、『TVガーデン』を発表。シャーロット・モーマン、ダグラス・デイヴィス、ヨーゼフ・ボイスらと衛星中継パフォーマンスを行う。
1978年、デュッセルドルフ州立美術アカデミーで教鞭をとる。同校でヨーゼフ・ボイスとのパフォーマンス『ジョージ・マチューナス追悼・ピアノ・デュエット-ボイスとパイク』を初演。東京のギャルリー・ワタリ（現・ワタリウム美術館）で個展『ジョン・ケージに捧げる』を開催。『パイクによるマースによるマース』『メディア・シャトルモスクワ／ニューヨーク』『中国では切手の裏をなめてはいけない』を制作。
1980年、ギャルリー・ワタリで個展『VIDEAいろいろ』を開催。『レイクプラシッド80』を制作。
1981年、ギャルリー・ワタリで個展『ナム・ジュン・パイクがヨーゼフ・ボイス、ジョン・ケージ、マーク・カニンガムに捧ぐ』を開催。『マイ・ミックス81』を制作。
1982年、ニューヨークのホイットニー美術館が『ナム・ジュン・パイク回顧展』を開催。「ロボット K-456」が自動車にはねられて史上初の交通事故犠牲ロボットになるというパフォーマンスを行った。『アランとアレンの不平』（ニューヨークのテレビ局・WNETで放送）を制作。アラン・カプロー、アレン・ギンズバーグとの共作で、プロデュースは久保田成子。
1983年、パリ、エリック・ファブル画廊で個展『天のランデブー』を開催。

### サテライトアートの時代
1984年、ジョージ・オーウェルの小説『1984年』にちなみ、ニューヨーク・パリ間衛星生中継番組『グッドモーニング・ミスター・オーウェル』（ニューヨーク・WNET／パリ・FR3）を企画制作。アメリカ・フランス・西ドイツ・韓国で放送される。日本で初の作品集『ナム・ジュン・パイク タイム・コラージュ』(ISSI PRESS) が出版される。出版記念会で高橋悠治、坂本龍一、細野晴臣とパフォーマンスを行う。東京都美術館では6月14日 - 7月29日の会期で大規模な個展『ナムジュン・パイク展：ヴィデオ・アートを中心に』を開催。同時期に西武美術館で個展を開いていたヨーゼフ・ボイスとともにパフォーマンスを行う。
1986年、東京・ギャルリー・ワタリで個展『パイク／ワタリ二重奏』を開催。福井・曹洞宗大本山永平寺に参禅し、『メイド・イン・永平寺』『永平寺讃歌』を制作。ニューヨーク・東京・ソウルを衛星中継した番組『バイ・バイ・キップリング』（ニューヨーク・WNET／日本・JCTV）を企画制作。日本ではテレビ朝日で録画放送された。
1987年、ベルリンの芸術アカデミー会員に選ばれる。『ドクメンタ8』に参加。
1988年、ソウルオリンピックのために依頼されたビデオ・インスタレーション作品『多いほどよい』を制作（現在は、韓国・果川市の韓国国立現代美術館に展示）。『ラップ・アラウンド・ザ・ワールド』を制作。
1990年、フィラデルフィアの街頭に『ビデオ・アーバー』が設置される。
1992年、ソウルの美術館と画廊で、大規模な『ナム・ジュン・パイク回顧展』が開催される。
1993年、ヴェネツィア・ビエンナーレに、ハンス・ハーケらとともにドイツ館代表として参加。ドイツ館は「金獅子賞」を獲得した。東京・ワタリウム美術館で個展『パイク地球論』を開催。
1994年、ニューヨークのホイットニー美術館、ザ・ハーワード・ワイズ・ギャラリーで『TV・アズ・アクリエイティブ・メディウム展』、フロリダのフォートローダーデール美術館で『エレクトロニック・スーパー・ハイウェイ展』を開催。
1995年､光州ビエンナーレ(光州)でシンシア・グッドマンと共同で『インフォアート'95展』を企画。
1996年、コペンハーゲン国立美術館で『ビデオ・スカルプチャー、エレクトロニック・アンダーカレンツ展』を開催。イースターの日に脳梗塞で倒れ、妻の献身的な介護、リハビリ活動を経て以後車椅子生活となる。このリハビリの際の様子や、韓国への帰省を久保田成子が記録したビデオ作品『Trip to Korea』『Sexual Healing』がある。
2000年、米韓で大規模な回顧展。
2004年、ビデオテープ作品『グローバル・グルーブ2004』『ワン・キャンドル』を制作。
2006年1月29日午前6時ごろ、アメリカ合衆国フロリダ州マイアミの別荘で死去。妻と看護師が見守るなか、静かに息を引き取ったという。73歳であった。葬儀では、パイクが初期のパフォーマンスでジョン・ケージのネクタイをハサミで切ったことにちなみ、参列者たちはこぞって自分のネクタイを切り、パイクの棺に納めた。韓国では、パイクが朝鮮戦争を逃れて出国したことや、米国に帰化していることで複雑な感情を抱く人が少なくなかったが、白南準美術館が着工する直前に伝えられた死去の報には、多くの国民が悲嘆にくれたという。美術館は後に2008年にソウル南郊の龍仁市にオープンした。
2007年、韓国放送公社 (KBS) は開局80年を記念し、7月27日 - 12月30日、汝矣島にある同局内の特別展示ホールで、パイクの作品をあつめた展覧会「Nam June Paik - Rhapsody in Video」を開催した。

### 家族・親族
甥の白田健
は、発明家・テレビパーソナリティで、パイクの晩年にマネージャーをつとめた。
ヒップホップグループJINUSEANのJINUは実兄の孫。

## 作品

### パフォーマンス等
1959年
- 『ジョン・ケージへのオマージュ』
- 『テープレコーダーとピアノのための音楽』

1960年
- 『ピアノフォルテのためのエチュード』

1961年
- 『音楽を読む「ドゥー・イット・ユアセルフ」―ラ・モンテ・ヤングへの返答』
- 『シングル』
- 『頭のための禅』

1962年
- 『エチュード・プラトニック第三番』
- 『バイオリン独奏』
- 『幻想風ソナタ』
- 『優しく微笑んで―エチュード・プラトニック第五番』
- 『アメリカン・バガテル』
- 『アリソンのセレナード』（with アリソン・ノールズ（英語版））
- 『移動劇場第一番』（with エメット・ウィリアムズ（英語版））
- 『長い道のりのための音楽』（plays アリソン・ノールズ）
- 『観客のいない高い塔のための音楽』（plays アリソン・ノールズ）

1963年
- 『前奏曲ニ短調』
- 『フルクサス・チャンピオン・コンテスト』
- 『全感覚のためのピアノ』（with トーマス・シュミット他）

1964年
- 『バイオリン独奏』（plays ジョージ・マチューナス）
- 『ロボット・オペラ』（with シャーロット・モーマン）
- 『ポップ・ソナタ』（with シャーロット・モーマン）

1965年
- 『サン・サーンスの主題による変奏曲』（with シャーロット・モーマン）
- 『ロバート・ブリーアの主題による変奏曲』

1966年
- 『出来るだけ退屈に』（with シャーロット・モーマン）
- 『オペラ・セクストロニック』（with シャーロット・モーマン）

1967年
- 『アメリア・エアハート追悼』（with シャーロット・モーマン）
- 『小切手か郵便為替か』

1968年
- 『ラジオのために』

1969年
- 『参加するTV』（with シャーロット・モーマン）
- 『生きた彫刻のためのTVブラ』（with シャーロット・モーマン）
- 『魚のソナタ』
- 『ピアノ・ソナタ』
- 『ルネ・ブロックのためのアクション』

1971年
- 『TVチェロとビデオ・テープのための協奏曲』（with シャーロット・モーマン）
- 『パイク／阿部ビデオ・シンセサイザー』（with シャーロット・モーマン）
- 『TV眼鏡』（with シャーロット・モーマン）

1972年
- 『TVベッド』
- 『TVペニス』

1973年
- 『フルクサス・ソナタ』
- 『列車チェロ』（with シャーロット・モーマン）

1974年
- 『フルクサス・ソナタ II』

1975年
- 『微笑する禅』(play)

1977年
- 『ガダルカナル・レクイエム』（with ディビッド・バードン､ジョン・グルエン（英語版）、カーメン・ムーア、ボブ・パージェンスキー、キット・フィッツジェラルド他）
- 『跳躍』（play）

1978年
- 『ジョージ・マチューナス追悼・ピアノ・デュエット-ボイスとパイク』（with ヨーゼフ・ボイス）

1979年
- 『デュエット パイク／タキス』（with ヴァシラキス・タキス（英語版））

1980年
- 『ビデオ・ソナタ』（with エルニー・グゼラ）
- 『交響曲第6番』（指揮・シャーロット・モーマン）

### 映像・インスタレーション等
1965年
- 『フィルムのための禅』

1966年
- 『キャナル・ストリートのディーター・ロート』
- 『ジョニー・カーソン vs シャーロット・モーマンの変奏曲』

1967年
- 『ミート・ザ・プレスのジョージ・ボールの変奏曲』

1969年
- 『エレクトロニック・オペラ第一番』（1968-1969）
- 『9/23 ディビッド・アトウッドとの実験』

1970年
- 『ビデオ・コミューン』
- 『エレクトロニック・オペラ第二番』

1971年
- 『シャーロット・モーマンとパイク／阿部ビデオ・シンセサイザー』

1972年
- 『ニューヨーク売ります』
- 『コマーシャルを待ちながら』

1973年
- 『ジョン・ケージに捧げる』
- 『グローバル・グルーヴ』

1975年
- 『TV仏陀』
- 『TVチェア』
- 『組曲二一二』
- 『ナム・ジュン・パイク TV編』

1977年
- 『TVガーデン』

1978年
- 『パイクによるマースによるマース』
- 『メディア・シャトルモスクワ／ニューヨーク』
- 『中国では切手の裏をなめてはいけない』

1980年
- 『レイクプラシッド80』

1996年
- 『Fuku/Luck,Fuku=Luck,Matrix』（キャナルシティ博多にて常設展示されている、日本国内での最大の作品。）[6]

## 評価

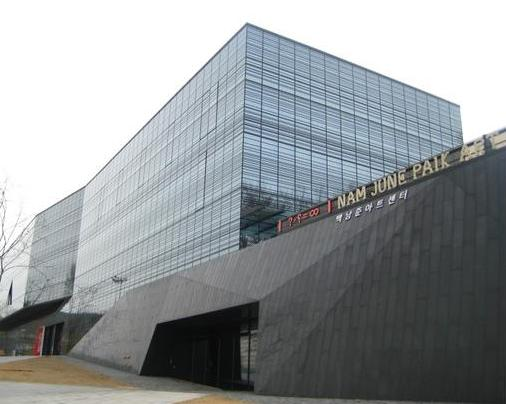
白南準アートセンター。ソウルの南郊、京畿道龍仁市器興区に立地する

音楽や美学のほか、禅や道教などの幅広い思想・哲学に通暁していたパイクの一貫した芸術コンセプトは、「諧謔精神」「テクノロジーとエレクトロニック・メディアの人間化」「東洋と西洋の融合」である。
モニター積み上げ型のインスタレーションでは、テレビのニュース映像やポール・ギャリンなどの若手ビデオアーティストに制作させた映像を使用したため批判されている。しかし、単体のビデオテープ作品ではずっと自分で入念な編集を行った。
『グローバル・グルーヴ』を始めとした映像作品で、マーシャル・マクルーハンが予言した「グローバル・ヴィレッジ」を実現し、ラドヤード・キップリングの予言「East is East, West is West」を否定した。
日本では、美術評論家の伊東順二がパイクのビデオアートを熱心に賞賛し、「現代のレオナルド・ダ・ヴィンチ」と呼んでいる。
2006年4月25日、京畿道果川市の国立現代美術館に展示されていた『古地図2』という作品の中に、フランス語の「Mer Du Japon」（日本海）という文字があり、抗議を受けて撤去された。
オノ・ヨーコ、赤瀬川原平、松本俊夫、坂本龍一や三宅一生との親交があった。ロックバンドBOREDOMSとコラボレーションしたコンサートを行ったこともある。坂本は「A TRIBUTE TO N.J.P.」という曲を作り、1984年のアルバム『音楽図鑑』に収録している。また、死去の後、世界で初のパイク追悼イベントが東京で行なわれた際に、「tribute to Nam June Paik」という新曲を作り、会場で流した。

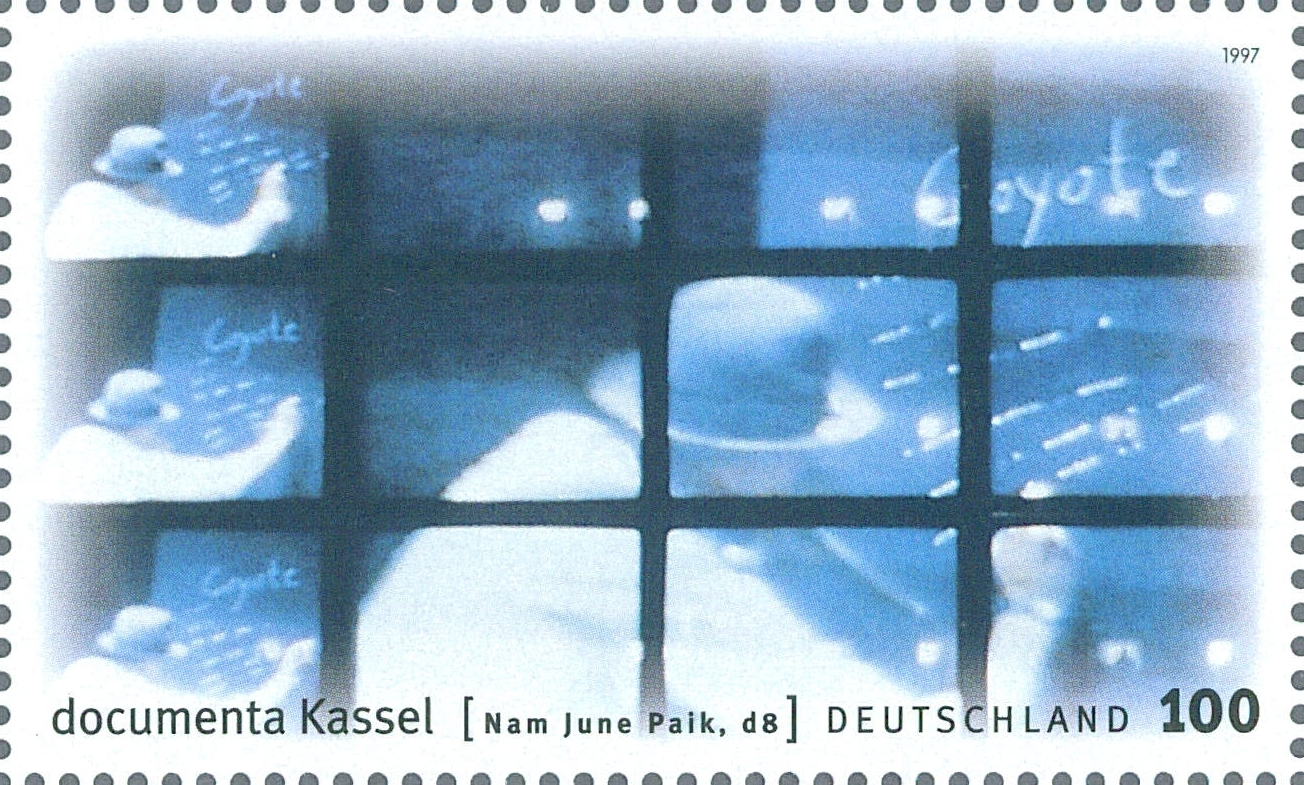
documenta 8(ドクメンタ)のナムジュン・パイクの切手　1997年

## 受賞歴
- 1993年 - ヴェネツィア・ビエンナーレ金獅子賞
- 1995年 - 湖巌賞芸術部門、福岡アジア文化賞芸術・文化賞
- 1998年 - 京都賞思想・芸術部門
- 2000年 - ウィル・グローマン賞

## 関連文献
- 1983年9月『フィード・バック＆フィード・フォース』　ワタリウム美術館。ISBN 4906371302
- 1984年『ナム・ジュン・パイク　タイムコラージュ』
- 1986年4月『バイ・バイ・キップリング』　リクルート出版。ISBN 4889910557
- 1988年8月『あさってライト ICARUS PHOENIX』　PARCO出版。ISBN 4891941677
- 2006年6月『美学・考 第9号 さよならナム・ジュン・パイク』　ワタリウム美術館。